# Heteropoda zuviele
Heteropoda zuviele là một loài nhện trong họ Sparassidae.
Loài này thuộc chi Heteropoda. Heteropoda zuviele được Peter Jäger miêu tả năm 2008.